# Federico Malvestiti
Federico Malvestiti (Monza, 12 juni 2000) is een Italiaans autocoureur.

## Carrière
Malvestiti begon zijn autosportcarrière in het karting in 2010, waar hij tot 2012 actief bleef. Pas in 2015 maakte hij de overstap naar het formuleracing, toen hij zijn Formule 4-debuut maakte in het Italiaanse Formule 4-kampioenschap tijdens twee raceweekenden in mocht stappen bij het team Antonelli Motorsport. Hij behaalde zijn beste raceklassering tijdens de tweede race op het Adria International Raceway, waar hij twaalfde werd. Dit leverde hem echter geen punten op, waardoor hij op plaats 31 in het kampioenschap eindigde.
In 2016 kwam Malvestiti fulltime uit in de Italiaanse Formule 4 bij Antonelli. In Adria scoorde hij tweemaal punten met een achtste en een zevende plaats, maar in de rest van het seizoen wist hij niet meer in de punten te finishen. Met 10 punten werd hij 25e in de eindstand. Aangezien het zijn eerste volledige seizoen in de klasse was, kwam hij ook in aanmerking voor het rookiekampioenschap. Hierin werd hij tiende met 93 punten, inclusief twee podiumfinishes in Adria.
In 2017 bleef Malvestiti actief in de Italiaanse Formule 4, maar stapte hij over naar het team Jenzer Motorsport. Zijn beste race-uitslag was een zevende plaats in de seizoensfinale op het Autodromo Nazionale Monza. Met 19 punten werd hij oorspronkelijk vijftiende in de eindstand, maar nadat een aantal coureurs uit het klassement werden geschrapt omdat zij niet voldoende races hadden gereden, kwam hij op de tiende plaats terecht.
In 2018 reed Malvestiti een derde seizoen in de Italiaanse Formule 4, opnieuw bij Jenzer. Vanwege zijn ervaring verbeterde hij zich flink; hij behaalde vier podiumplaatsen, inclusief zijn eerste overwinning in de klasse op het Autodromo Enzo e Dino Ferrari. Hij werd zesde in het kampioenschap met 173 punten. Hiernaast reed hij in het raceweekend op de Hockenheimring als gastcoureur in het ADAC Formule 4-kampioenschap bij Jenzer, waarin hij een zevende en een tiende plaats behaalde.
In 2019 maakte Malvestiti de overstap naar de Eurocup Formule Renault 2.0, waarin hij uitkwam voor het team Bhaitech. In de seizoensopener op Monza behaalde hij direct een vijfde plaats. Op Spa-Francorchamps stond hij op het podium. Met 36 punten werd hij veertiende in het eindklassement. Tevens maakte hij dat jaar zijn Formule 3-debuut in het FIA Formule 3-kampioenschap tijdens het raceweekend op Silverstone als vervanger van Giorgio Carrara bij Jenzer Motorsport.
In 2020 maakte Malvestiti zijn fulltime debuut in de FIA Formule 3 bij Jenzer. Hij kende een moeilijk debuutseizoen waarin hij geen punten wist te scoren. Met twee dertiende plaatsen op de Hungaroring en op Silverstone als beste klasseringen eindigde hij als dertigste in het kampioenschap.
In 2021 kwam Malvestiti uit in de Italiaanse Porsche Carrera Cup, waarin hij met 35 punten zestiende werd. In 2022 keerde hij terug in de FIA Formule 3, waarin hij vanaf het tweede raceweekend op het Autodromo Enzo e Dino Ferrari instapte bij Jenzer als vervanger van Niko Kari. Met een dertiende plaats op Silverstone als beste resultaat eindigde hij puntloos op plaats 29 in het klassement.